# ドゥルーズ派

ドゥルーズ派の象徴・五色星

ドゥルーズ（ドゥルーズは、アラビア語: الدرزية, al-Durūzīya）は、シリアのスウェイダとレバノンを中心に、イスラエル・ヨルダン（主にレバント地方）などに存在する民族宗教共同体で、ドゥルーズの信者は自らを「アル＝ムワッヒードゥーン」（唯一神の信徒）と自称している。
ドルーズの歴史とその起源は古代ギリシャ、古代エジプト、更にはそれ以前まで遡る。地理的な歴史において、後に中東に現れたイスラム教に何度も迫害されたため、共存・存続するためにイスラム教の文化を受け入れ、文化・社会の風化とともにイスラム教に同化した民も多くいたため、イスラム教と混同されたり、「イスラム教ドゥルーズ派」のように言われ異端と考えられる場合があるが、ドゥルーズの人々は自分達はイスラム教徒では無いし一派でもない、と自称し、言い切っている。そのため、「派」を用いた表現は、政治の派閥等を記載するような時に用いるべきで、宗教や民族の名前の一部のような記載すべきではないとドゥルーズの筆者は考える。ドゥルーズはドゥルーズのアイデンティティを持っており、世代にわたり、ドゥルーズの教え・哲学・価値観・倫理観・伝統・歴史は、静かに受け継がれている。
ドゥルーズは民族的には、地理的・歴史的背景と共に現在はアラブ人と分類されており、現在ではアラビア語を話しアラビア文字も読み書きするが、独自の方言やアラム語混じりのアラビア語も話したりする。（アラビア語がレバント地方に入ってきた以前は、ドゥルーズはその時代に支配されていた言葉を話してきた。）
中東全域でおよそ100万人が存在するとされる。北アメリカ・南アメリカ・ヨーロッパ・南米などにも海外共同体が存在する。特に、世界大戦の時期には、多くのドゥルーズが南米に移住したため、シリア・レバノンのドゥルーズでは、アルゼンチン産のマテ茶を飲む風習がある。ベネズエラを始めとする南米の国籍を持っている（帰国子女や２世）ドゥルーズも多いため、シリア南部やレバノンのドルーズのコミュニティーではスペイン語を話す地域もある。また、その成立に至る経緯や彼らの居住地域において単独で多数派を形成しきれず、他宗教・他宗派と対立・協調を繰り返してきたことから、全体として世俗的・進歩的な政治スタンスを支持する傾向がある。

?ドゥルーズ派の五色旗（1924年から1936年まで）
?ドゥルーズ派の五色旗（1921年から1936年まで）
ドゥルーズ派の五色旗（現在）

## 歴史

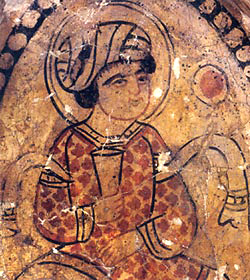
第6代カリフ、ハーキム

ドゥルーズ派の源流は、8世紀にシーア派の主流派の十二イマーム派から分離して生まれたイスマーイール派である。10世紀にイスマーイール派はチュニジアでファーティマ朝を建国し、イマームがそのカリフを称した。ファーティマ朝のもとでのイスマーイール派の教説の展開の中で、10世紀末に即位した第6代カリフ、ハーキムの治世に彼を神格化するグループがあらわれ、事実上ファーティマ朝の多数派から分派した。
1021年、ハーキムが失踪すると、イスマーイール派の従来の教義を堅持する多数派の巻き返しが起こり、ハーキムを神格化するドゥルーズ派は弾圧を受け、ファーティマ朝の支配するエジプトを追われてシリア地方の山岳地帯に宣教の場を見出した。彼らはグノーシス主義の影響を受けたとみられる独自の教理を発展させ、他のムスリムから厳しく異端視されるようになっていった。
ドゥルーズ派はレバノン山地などの山岳地帯でジュンブラート家・アルスラーン家などいくつかの有力家系を指導者として結束し、少数派でありながらオスマン帝国時代から近代にかけてレバノン・シリアの政治の表舞台にたって活動した。19世紀前半にはレバノン山地北部に共同体を形成するキリスト教徒のマロン派と激しく対立し、カトリックに近いマロン派にはフランスが後援者としてついた関係から、イギリスがドゥルーズ派を後援するという国際紛争にまで発展、とくに1860年には激しい衝突を起こした。オスマン帝国解体後の1925年にはシリア地方を統治するフランスに対する反乱を起こし、シリア地方全域を巻き込む反仏闘争のきっかけをつくっている。
第二次世界大戦後はジュンブラート家のカマール・ジュンブラートとワリード・ジュンブラートの父子が世俗主義を掲げる進歩社会党を結成、国家の世俗化による権利向上を目指したドゥルーズ派の運動の指導者となり政府の要職を歴任、1975年から始まるレバノン内戦でも大きな役割を果たした。

## 教義
ドゥルーズ派の教理は、イスマーイール派やイスラム神秘主義（スーフィズム）に加え、グノーシス主義や新プラトン主義の影響を受けたと考えられている。
ドゥルーズの名は、ハーキムの寵臣だった中央アジア出身のイスマーイール派教宣員ダラズィーに由来しているとするのが定説である。ただしこれは他称で、ドゥルーズ派の人々は「アル＝ムワッヒドゥーン」、または「アフル・アル＝タウヒード（唯一神の民）」と自称する。
ダラズィーはハーキムを神格化する教理を説いて広め、ドゥルーズ派の成立に大きな影響を与えたが、のちのドゥルーズ派の教義においてはナシュタキーンと称されるダラズィーは異端とみなされている。これは、ハーキム存命中の1019年に暴動により殺害され、ハーキム神格化グループの中の反ダラズィー派指導者であるハムザ・イブン＝アリーの率いるグループがドゥルーズ派に繋がっていったという事情が反映していると考えられる。ハムザはダラズィーの死去からハーキムの晩年にハーキム神格化の教宣運動を組織化するのに大いに活躍したが、ハーキム失踪後の神格化派の弾圧の最中に失踪した。ドゥルーズ派では、ハムザをハーキムに次ぐ存在として尊崇している。
最大の特徴はハーキムを神格化し、受肉した神とみなす点、および教団指導者ハムザをイマームとすることである。失踪したハーキムは死亡したのではなく、幽冥界へのお隠れ（ガイバ）に入ったと信じ、ハーキムの代理人・イマームのハムザが「復活の日」に救世主カーイム（マフディー）として再臨し、正義を実現するとする。今ひとつの特徴は聖者崇拝が盛んなことで、レバノン山地には多くの聖者廟があり、ドゥルーズ派の信徒たちに尊崇されている。
シーア派を含むイスラム教の多くの派との明確な相違も多く、クルアーン（コーラン）を用いずに独自の聖典をもち、礼拝（サラート）の向きはメッカ（マッカ）の方向ではなく、人間が輪廻転生することを信じる。なお、同じく輪廻転生を信ずる派としてアラウィー派（これも異端だという意見が強いが、シリアでは世俗的な力を保持している）があるが、同派のそれは動物への転生もありうるのに対し、ドゥルーズ派はあくまでも人間に転生すると考えられている。
メッカを聖地とみなさないため、五行のうちの巡礼（ハッジ）を行わず、さらにラマダーンの断食（サウム）は禁止されてはいないが義務ではないので、通常には行うことはない。このように教義と宗教行為の面でイスラム教の多くの派と異なる点が多いため、多くのムスリムはドゥルーズ派をイスラムからの逸脱とみなしている。
周囲からの異端視を避けるため、ドゥルーズ派の信徒は非信徒に対して信仰を隠し、ドゥルーズ派の教理実践を公にしない「タキーヤ（信仰秘匿）」という行為を認められている。ただ、タキーヤはドゥルーズ派だけの概念だけではなく、イスラム教イバード派、シーア派から引き継いだものである。
ドゥルーズ派が信奉する終末論によれば、終末の日に受肉した神であるハーキムの代理人、カーイムとして再臨するハムザが、スンナ派やイスマーイール派を含めたドゥルーズ派以外のすべての人間を二等市民ズィンミーにして、特定の衣服を強制して、人頭税を徴収し、ドゥルーズ派の男性は彼らの女性や子供を獲得し、彼らの財産も土地も獲得するとされる。

## イスラエルにおけるドゥルーズ派

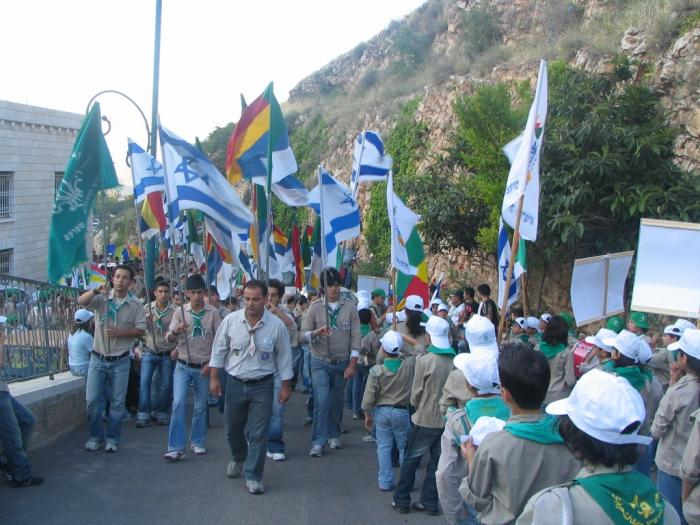
五色旗やイスラエル国旗を掲げるドゥルーズ派のボーイスカウト・ガールスカウト

イスラエルにおいてもごく少数ながらジュリスなどにドゥルーズ派の住民たちが存在している。ドゥルーズコミュニティは、イスラエル多数派のユダヤ人と「血の盟約」を結び、ドゥルーズ派の男性はイスラエル系アラブ人（パレスチナ人）とは異なりイスラエル国防軍における兵役義務があり、一部は高い地位に登用されている。2008年のテルアビブ大学によるドゥルーズコミュニティの若者に対する調査では、94%が「ドゥルーズ系イスラエル人」と自認している。
一方でイスラエルによる占領・併合下にあり、シリアと領有権を係争中のゴラン高原では、マジュダル・シャムスなどのコミュニティに居住しているドゥルーズ派住民は、シリアへの帰属意識が強く、2018年の統計では80％近くがイスラエル国籍取得を拒否している。シリアは彼らを自国民であるという立場であるが、イスラエルは彼らのシリア国籍を認めていないため、イスラエル内の行政の記録上では「ゴラン高原の居住者」として定義され、外国への渡航の際はイスラエル当局からレッセ・パッセが発行されるが、その国籍欄は「未定義（undefined）」と記入されている。